# Cervasca
Cervasca ist eine Gemeinde in der italienischen Provinz Cuneo (CN), Region Piemont.

## Lage und Einwohner
Cervasca liegt 8 km von der Provinzhauptstadt Cuneo entfernt und ist Teil der Comunità Montana Valle Grana. Das Gemeindegebiet umfasst eine Fläche von 18,24 km² und hat 5165 Einwohner (Stand 31. Dezember 2023).
Die Nachbargemeinden sind Bernezzo, Caraglio, Cuneo, Roccasparvera und Vignolo.

## Geschichte

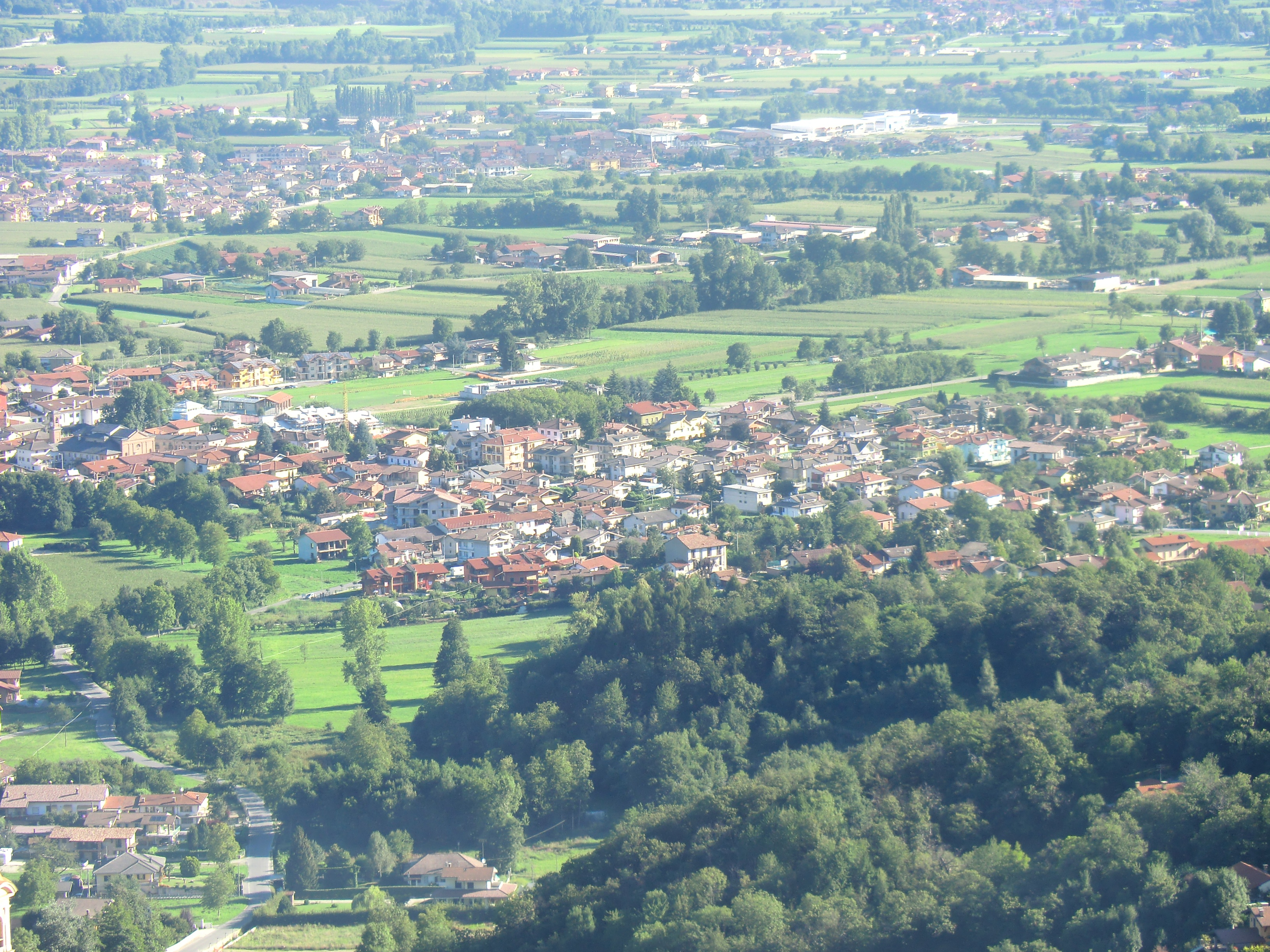
Cervasca

Zu Beginn des 13. Jahrhunderts unterwarf es sich den Markgrafen von Saluzzo und wurde später Teil des savoyischen Staates, dessen Schicksal es teilte.
Aus historisch-architektonischer Sicht sind die Kirche Santo Stefano, die Pfarrkirche San Defendente mit wertvollen Gemälden aus dem 17. Jahrhundert und die ehemalige Kirche Santa Maria del Belvedere aus dem 11. Jahrhundert, die im 18. Jahrhundert in ein Bauernhaus umgewandelt wurde, auf dem Hügel von San Maurizio interesannt. Auch die Kirche Madonna degli Alpini und San Maurizio in Panoramalage mit zahlreichen Gedenktafeln zum Gedenken an die Opfer der im Krieg gefallenen Alpentruppen der Division Cuneo sind weitere historisch wertvolle Bauten.

## Gemeindepartnerschaft
- Allos

## Persönlichkeit
- Domenico Enrici (1909–1997), Kurienerzbischof, in Cervasca geboren.